# Arno (arcivescovo di Salisburgo)
Arno di Salisburgo, (anche Arn, Arnone e Aquila) (Isen, 750 ca. – 24 gennaio 821), è stato un arcivescovo tedesco, primo arcivescovo di Salisburgo. Mantenne, inoltre, una voluminosa  corrispondenza con Alcuino di York.

## Biografia

### Primi anni
Fu avviato alla carriera ecclesiastica fin dalla più  giovane età e, dopo aver trascorso la preparazione presso la Abbazia di Weihenstephan, divenne abate di Elnon, nota ora come Abbazia di Saint-Amand, e con tale nome venne citato nelle corrispondenze con Alcuino.

### Impero carolingio
Nel 785 fu eletto vescovo di Salisburgo e nel 787 fu impiegato da Tassilone III, duca di Baviera, come ambasciatore per incontrare Carlo Magno a Roma. Attrasse l'attenzione del re dei Franchi, tanto che, grazie all'interessamento di Carlo Magno, nel 798 Salisburgo divenne sede di un arcivescovado e Arno il metropolita di tutta la Baviera e ricevette il pallio da papa Leone III.
L'area della sua autorità fu estesa verso est dalle conquiste di Carlo Magno contro gli Avari e iniziò ad avere una parte di rilievo nel governo della Baviera. Nell'800 accompagnò Carlo Magno a Roma.
Fu uno dei missi dominici del nuovo impero carolingio e trascorse parte del tempo presso la corte di Carlo Magno, dove era conosciuto nell'ambiente della scolastica come Aquila. Il suo nome compare come uno dei testimoni firmatari del testamento di Carlo Magno. Fece costruire una biblioteca  a Salisburgo, cercò in altri modi di favorire lo studio e  presiedette numerosi sinodi per migliorare le condizioni della chiesa  in Baviera.

### Ultimi anni e opere letterarie
Poco dopo la morte di Carlo Magno nel 814, sembra che Arno sia stato  estromesso dalla vita attiva, anche se mantenne il suo incarico di arcivescovo fino alla morte avvenuta il 24 gennaio 821. Con un diacono di nome Benedetto, Arno verso il 788 catalogò le terre e le proprietà  che appartenevano alla chiesa in Baviera, con il titolo di Indiculus or Congestum Arnonis.